# Here and Now (canción de Seether)
«Here and Now» es una canción de la banda sudafricana de metal alternativo Seether. Fue lanzado el 19 de junio de 2012 como el cuarto y ultimó sencillo de su quinto álbum de estudio Holding Onto Strings Better Left to Fray (2011). En algunas ediciones extra del álbum se encuentra una versión deconstruida que contiene solo una guitarra acústica, cuerdas y voces.

## Video musical
El video musical de "Here and Now" se lanzó en diciembre de 2012. Mostraba los últimos diez años de la banda, desde sus inicios hasta dónde están ahora. Tenía referencias a muchos de sus álbumes, canciones y giras, además de mostrar clips de sus videos musicales anteriores.

## Posicionamiento en lista
| Lista (2012)                                  | Posición |
| --------------------------------------------- | -------- |
| Estados Unidos (Hot Rock & Alternative Songs) | 21       |